# Сичов Віктор Олександрович
Віктор Олександрович Сичо́в (30 березня 1947, село Рєдкіє Дубки, Хомутовський район, Курська область, РРФСР, СРСР — 3 квітня 2006) — міський голова Мелітополя у 1998–2002 роках. Народний депутат України І скликання.

## Біографія
У 1948 році родина Сичова переїхала в селище Новотавричеське Оріхівського району Запорізької області, де Віктор закінчив сільську школу. Потім він працював електрогазозварником на підприємствах Запоріжжя і проходив строкову службу на Чорноморському флоті.
У 1970 році Сичов закінчив Запорізький машинобудівний інститут, отримавши диплом радіоінженера. З 1967 року працював на заводі «Перетворювач» у місті Запоріжжі на посаді інженера-конструктора і секретаря комітету комсомолу, потім був завідувачем відділом Запорізького міського комітету комсомолу.
З 1974 по 1997 рік служив в КДБ, а потім — у Службі безпеки України. З 1987 по 1994 рік був керівником Мелітопольського відділу КДБ (СБУ). Мав військове звання полковник запасу.
З березня 1990 до травня 1994 Сичов був депутатом Верховної Ради України I скликання, де він був членом комісії з іноземних справ.
У 1998 році був обраний мером Мелітополя, і займав цей пост з жовтня 1998 року по липень 2002.
У 2006 році мером Мелітополя був обраний син Віктора Сичова Дмитро. А 3 квітня 2006, в день, на який була запланована перша сесія новообраної міськради, Віктор Сичов помер.

## Нагороди
- Медаль «За бездоганну службу».
- Медаль Міжнародної кадрової академії «За ефективне управління».
- Орден української православної церкви святого рівноапостольного князя Володимира.
- Звання «Почесний громадянин Мелітополя» (2010, посмертно).

## Пам'ять
У Мелітопільській шаховій школі щорічно проводиться турнір з шахів імені Віктора Сичова.